# Polygonia nubilata
Polygonia nubilata är en fjärilsart som beskrevs av Barend J. Lempke 1956. Polygonia nubilata ingår i släktet Polygonia och familjen praktfjärilar. Inga underarter finns listade i Catalogue of Life.